# Шубина, Галина Ивановна
Галина Ивановна Шубина (2 апреля 1933, Москва, РСФСР, СССР — 3 августа 2016, Москва, Россия) — водитель московского таксопарка № 2, полный кавалер ордена Трудовой Славы.

## Биография
Рано стала сиротой. После школы пришла работать на ткацкую фабрику и быстро вышла в передовики производства. Проработав более десяти лет на фабрике ткачихой, решила сменить профессию. Сделать неожиданный выбор помогла соседка, которая работала во 2-м таксопарке.
В 1964 году окончила курсы водителей в учебном комбинате при таксопарке, работала водителем такси московского таксопарка № 2. Начинала за рулем ГАЗ-21 «Волга», причём старой, после ремонта. Уже в первом рейсе выполнила план, и так же работала в дальнейшем.
Позднее возглавила бригаду водителей в пятой колонне и вывела её в лучшие по качеству обслуживания пассажиров. Была переведена в отстающую шестую колонну, работу которой она сумела исправить.
Указами Президиума Верховного Совета СССР от 4 марта 1976 года и 16 июня 1981 года Шубина Галина Ивановна награждена орденами Трудовой Славы 2-й и 3-й степеней.
Указом Президиума Верховного Совета СССР от 14 августа 1986 года Шубина Галина Ивановна награждена орденом Славы 1-й степени. Стала полным кавалером ордена Трудовой Славы.
Проработала на такси больше четверти века без серьёзных аварий. 
Осенью 1992 года по дороге в аэропорт Домодедово в её такси врезалась встречная машина, водитель которой уснул за рулем. Шубина отделалась переломом руки, женщина, сидевшая справа от неё, погибла, а её муж, сидевший сзади, остался жив. Лечилась почти полгода, затем ушла на пенсию.
Похоронена на Домодедовском кладбище города Москвы.
В молодости занималась велосипедным спортом, на первенствах Москвы и РСФСР была в лидерах в командных гонках и в личных состязаниях. Из спорта ушла после рождения ребёнка.

## Награды
- Орден Трудовой Славы 1 степени (1986)
- Орден Трудовой Славы 2 степени (1981)
- Орден Трудовой Славы 3 степени (1976)
- медали